# ホリエアキラ
ホリエ アキラ（11月9日 - ）は、日本の音楽プロデューサー・作曲家・編曲家・ギタリスト。北海道出身。血液型O型。

## 経歴
1988年、日本コロムビア/BODYレーベルより、バンド・NONSECT（リーダー・ギター）でメジャー・デビュー。精力的に作曲・編曲・バンドプロデュースを始め、現在に至る。

## ディスコグラフィ
NONSECT
アルバム
1988.03.21　GO-KOH <CD：32CA-2178/BODY>
1. Hadashi-No Adrian
2. Magic
3. 1999
4. Itoshiki Replicant
5. Change Your Mind
6. Line Out
7. Mata-Hari
8. Scarecrow
9. Show Time in My Life
10. Black and White

1989.09.21  FOCUSPOINT <CD：CA-3896/BODY>
1. Heaven
2. N.Y. Station Hotel
3. (You Need) Someone to Love
4. 哀しいね～Lonely City Blues
5. Just Say Good-bye
6. Sky Child
7. PASSER-BY
8. Inside Loneliness
9. 愛した分だけ愛されたい
10. BLOWIN’

シングル
1984.06.21  <07SD 1(YGSS 40/SD HOKKAIDO HIGUMA Label)＞
1. No.94
2. Harbor Street

1989.10.21　<CD：CA-8318/BODY>
1. 哀しいね～Lonely City Blues
2. Heaven

## 参加作品

### 音楽プロデュース・楽曲提供アーティスト
ELLEGARDEN、STANCE PUNKS、ザ・コインロッカーズ、lol、ヒトミィク、THE PRETTY TONES、BACKDRAFT SMITHS、久光力、荒木宏文、The Sketchbook、TWINZER、月光グリーン、CLUTCHO、THE RODEO CARBURETTOR、No Regret Life、千万石、the HANGOVERS、Scars Borough、master*piece、相川七瀬、THE TRANSFORMER、Flavor of shit、Rui、白土麗、YURIA、Honey Bee、藤重政孝、石田匠、船久保香織、プリティキャスト、KAT、MISA、water pic man、折原みと、ELIKA、SILK、西田知美、さくらさくら、LUCY IN THE ROOM

### 映画
- 新劇場版 頭文字D
  - Legend1-覚醒-
  - Legend2-闘走-
  - Legend3-夢現-
- バトル・ロワイアルII 鎮魂歌

### TV
- テレビ東京系列
  - 超光戦士シャンゼリオン
  - 超ロボット生命体 トランスフォーマー プライム
  - ガイストクラッシャー
  - NARUTO -ナルト-
  - ソウルイーター
  - 銀魂
  - マッハGoGoGo（新）
  - テニスの王子様
  - あにめあさいち
- フジテレビ系列
  - TV 頭文字D Fifth Stage
  - 貫太ですッ!
  - 超重神グラヴィオン
- テレビ朝日系列
  - 最強銀河 究極ゼロ 〜バトルスピリッツ〜
- ディズニーXD アイアンマン
- NHK アニメ キングダム
- NHK教育 YAT安心!宇宙旅行

### ゲーム
- EVE ～new generation X～
- ずっといっしょ
- 超人学園ゴウカイザー
- ジオキューブ
- ダブルドラゴン